# Christer Jungeryd
Christer Jungeryd, född 14 maj 1956, är en svensk företagare inom radiobranschen. År 1991 startade han och drev under tre år Storstadsradion som var en av de första privata radiokanalerna i Sverige. Senare arbetade han dels för dåvarande Bonnier Radio, dels CLT, grundare av Radio Luxemburg och 1995 Europas största etermediaföretag.
Mellan 1996 och 2004 var Jungeryd VD för branschorganisationen Radioutgivareföreningen och Svensk Radioreklam. Under denna period var han också ordförande i Association of European Radios, IRM och Svenskt DABforum.
Sedan 2005 driver Jungeryd konsultbolaget Svenska Medietjänster AB som grundade och fram till 2019 var huvudägare i ett av Sveriges största produktionsbolag för radio, SMTRADIO.
Mellan 2007 och 2017 var han även ordförande i Radioakademin som årligen delar ut Stora radiopriset i ett antal kategorier. Jungeryd tilldelades själv Stora radiopriset 2017.